# Kostel svatého Jana Křtitele (Kaštel Stari)
Kostel svatého Jana Křtitele v Kašteli Starém (chorvatsky Crkva sv. Ivana Krstitelja u Kaštelu Starom) je římskokatolický farní kostel s prvky barokního slohu ve středu chorvatské obce Kaštel Stari. Je chráněn jako kulturní památka.

## Historie

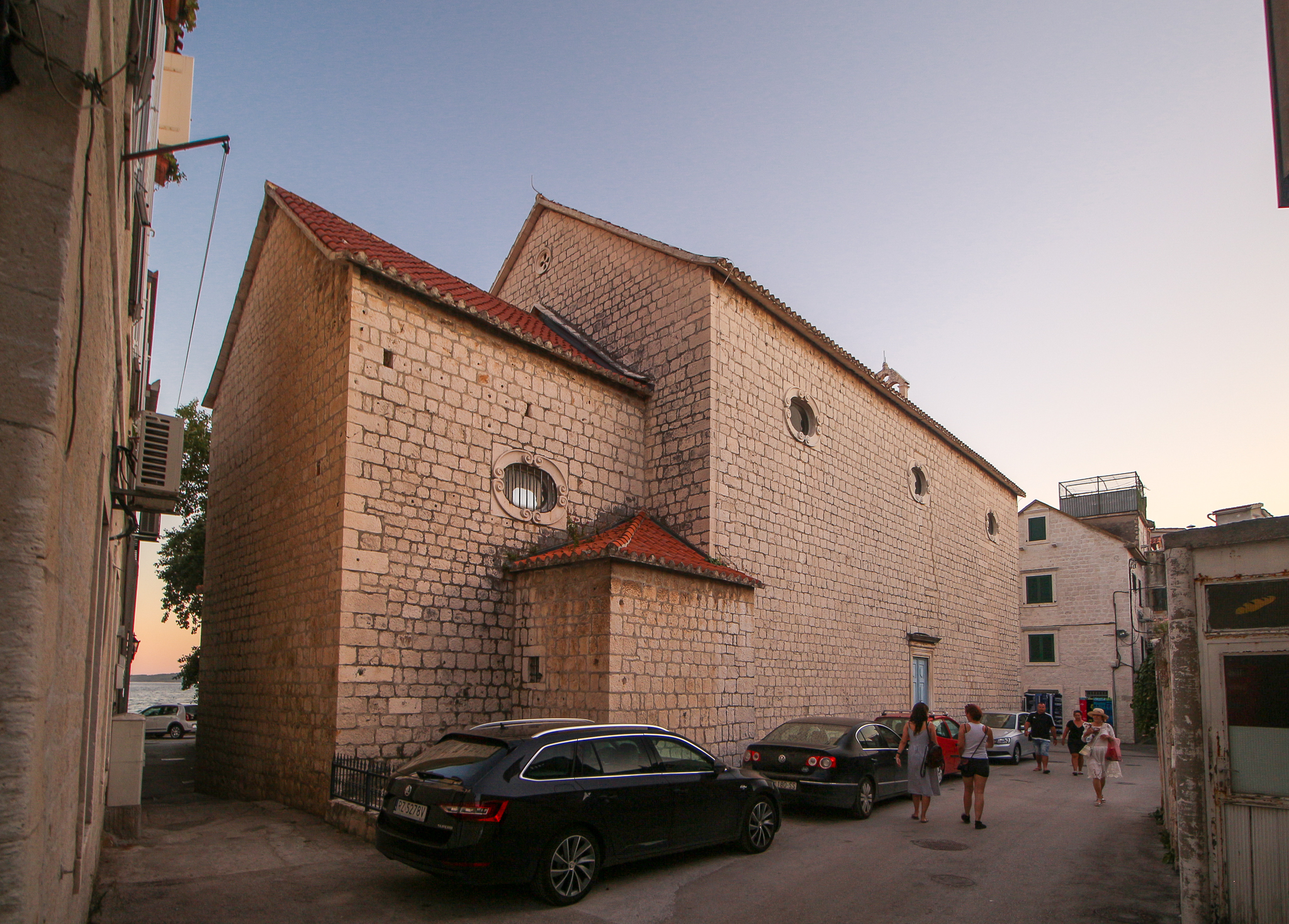
Kostel sv. Jana Křtitele

### Popis stavby
Dle nápisu na kamenné desce nad západním portálem byl kostel postaven v roce 1714 na náklady místních obyvatel a je zasvěcen svatému Janu Křtiteli. Kostel byl vystavěn z pravidelných kamenných bloků na základech původního menšího kostela z konce 16. století.
Kostel je jednolodní stavba s podélným půdorysem a obdélníkovou apsidou.
Je orientován východo-západním směru a nachází se západně od historického jádra města. V roce 1733 byla podél jižní stěny apsidy postavena sakristie a v roce 1759 byla při severní zdi postavena kaple Panny Marie Růžencové.
Hlavní portál je poměrně prostý, z jednoduchých profilů, na západním průčelí nad nímž jsou dvě rozety a zvonička. Na severní a jižní stěně kostela jsou oválná okna. Kostel má pět barokních oltářů. 

### Původní kostel na konci 16. století

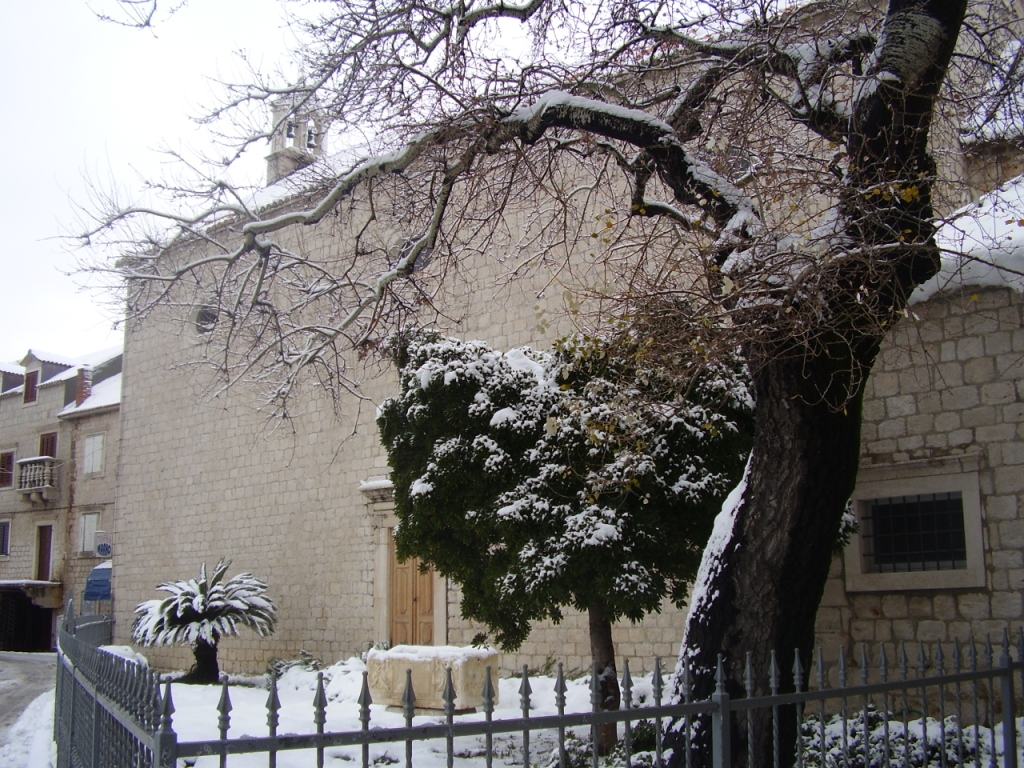
Kostel sv. Jana Křtitele: pohled od jihu

Archeologické práce z roku 1990 potvrdily, že současný kostel byl postaven na základech staršího kostela. Uvnitř kostela jsou náhrobky ze 17. století s nápisy a vyobrazeními šavlí, palcátů a seker, které svědčící o pohnuté minulosti místa. Postavili ho Franjo a Ivan Cipiko, vnuci Coriolana Cipika, zakladatele Kaštelu Starého. 

### Nový kostel

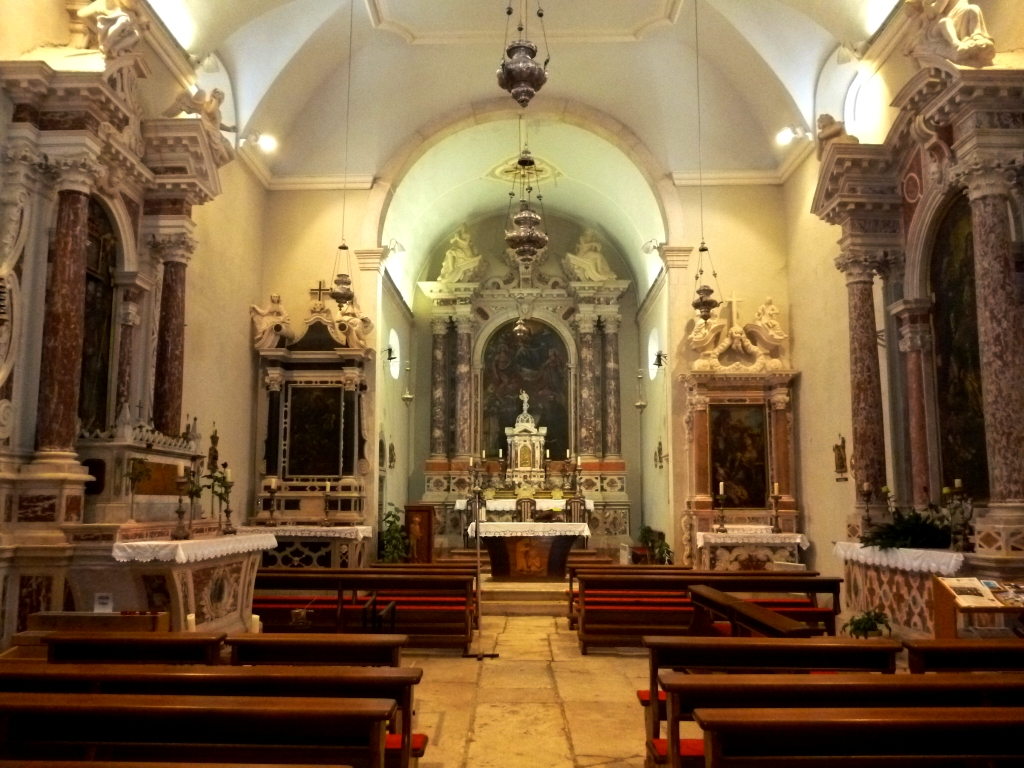
Kostel sv. Jana Křtitele: interiér

Nový bohatě zdobený honosný, reprezentativní kostel v barokním slohu byl vysvěcen v roce 1723, o čemž svědčí nápis na desce postavené nad vchodem do sakristie. Je vyzdoben štukem, oltářními obrazy, mramorovými a dřevěnými plastikami, oltáři z vícebarevného mramoru, stříbrnými svícny, lustry, kanonickými deskami a votivními dary stříbra a zlata. Všechny oltáře jsou uvedeny v soupisu kostela z roku 1759. Podél stěn jsou umístěny čtyři oltáře, dva bokem v severním a jižním směru a další dva čelně ve vztahu k hlavnímu oltáři. Mají výrazné barokní stylistické rysy. Hlavní oltář je zasvěcen Nejsvětější svátosti a sv. Jana Křtitele, boční oltáře jsou zasvěceny Panně Marii Růžencové a sv. Felicii (do roku 1806 Panně Marii milosrdné). Čelní oltáře, umístěné vedle apsidy kostela, jsou zasvěceny svaté Heleně (vpravo) a sv. Rochovi (vlevo). Všechny jsou zdobeny velkými oltářními obrazy, které byly zakoupeny v době vzniku oltáře.

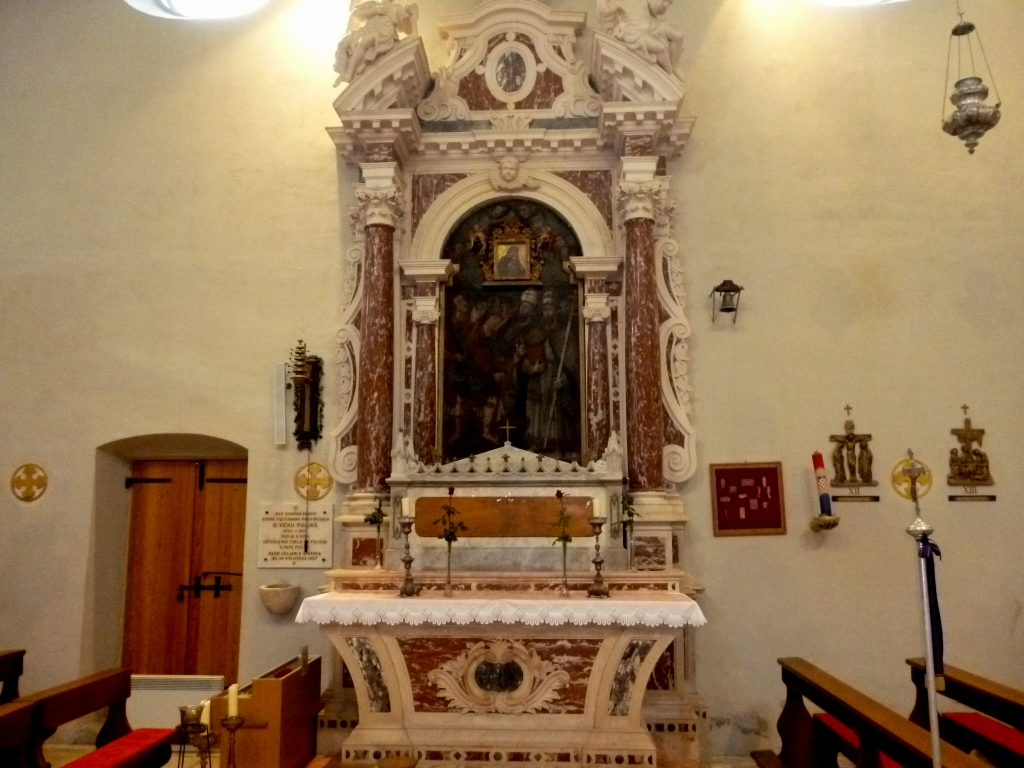
Kostel sv. Jana Křtitele: oltář sv. Felicia

Oltář svatého Felixe namaloval v roce 1800 Petar Bezzi z Korčuly.

## Ochrana
Kostel je chráněn je zapsán jako nemovitý kulturní statek, klasifikovaný jako „církevní architektonické dědictví“ pod označením Z -3335. 